# Antonio Francesco Sanvitale
Antonio Francesco Sanvitale (Parma, 10 febbraio 1660 – Urbino, 17 dicembre 1714) è stato un cardinale e arcivescovo cattolico italiano.

## Biografia
Nacque a Parma il 10 febbraio 1660 nella nobile famiglia Sanvitale ed ebbe il titolo di conte di Fontanellato.
Si laureò in utroque iure all'Università di Parma.
Fu nominato canonico della Basilica vaticana sotto il pontificato di Innocenzo XI.
Il 27 dicembre 1699 fu ordinato presbitero.
Il 15 marzo 1700 fu nominato vice-legato ad Avignone.
Fu eletto il 16 luglio 1703 arcivescovo titolare di Efeso, il 22 dello stesso mese fu consacrato da Fabrizio Paolucci; fu poi trasferito alla sede metropolitana di Urbino il 6 maggio 1709.
Il 17 luglio 1703 fu creato nunzio a Firenze. Per molti anni durante la sua permanenza in Austria, fu suo segretario Gaetano Bedini futuro cardinale.
Papa Clemente XI lo creò cardinale in pectore nel concistoro del 15 aprile 1709 e pubblicò la nomina il 22 luglio dello stesso anno. Il 9 settembre di quell'anno ricevette il titolo di San Pietro in Montorio.
Morì ad Urbino il 17 dicembre 1714 all'età di 54 anni e fu sepolto nella cattedrale della città.

## Genealogia episcopale
La genealogia episcopale è:
- Cardinale Scipione Rebiba
- Cardinale Giulio Antonio Santori
- Cardinale Girolamo Bernerio, O.P.
- Arcivescovo Galeazzo Sanvitale
- Cardinale Ludovico Ludovisi
- Cardinale Luigi Caetani
- Cardinale Ulderico Carpegna
- Cardinale Paluzzo Paluzzi Altieri degli Albertoni
- Cardinale Gaspare Carpegna
- Cardinale Fabrizio Paolucci
- Cardinale Antonio Francesco Sanvitale